# Věra Pechová
Věra Pechová (* 6. října 1952) byla česká a československá politička Komunistické strany Československa a poslankyně Sněmovny lidu Federálního shromáždění za normalizace.

## Biografie
K roku 1986 se zmiňuje profesně jako agronomka.
Ve volbách roku 1986 zasedla za KSČ do Sněmovny lidu (volební obvod č. 106 - Znojmo-Břeclav, Jihomoravský kraj). Ve Federálním shromáždění setrvala do ledna 1990, kdy rezignovala v rámci procesu kooptací do Federálního shromáždění po sametové revoluci.